# Asteroid City
Asteroid City es una película de comedia dramática romántica y ciencia ficción estadounidense de 2023 dirigida y coproducida por Wes Anderson a partir de un guion de Anderson y una historia de Anderson y Roman Coppola. La película presenta un reparto coral que incluye a Jason Schwartzman, Scarlett Johansson, Tom Hanks, Jeffrey Wright, Tilda Swinton, Bryan Cranston, Edward Norton, Adrien Brody, Liev Schreiber, Hope Davis, Steve Park, Rupert Friend, Maya Hawke, Steve Carell, Matt Dillon, Hong Chau, Willem Dafoe, Margot Robbie, Tony Revolori, Jake Ryan y Jeff Goldblum. Su trama sigue los eventos transformadores que ocurren en una convención anual Junior Stargazer en la versión retro-futurista de 1955.
El proyecto se anunció por primera vez en septiembre de 2020 como una película romántica sin título, con Anderson como guionista y director. Originalmente ambientada en Roma, la filmación tuvo lugar en España entre agosto y octubre de 2021, con el director de fotografía Robert D. Yeoman y las precauciones de seguridad de COVID-19. Para el rodaje se construyó un enorme decorado en Chinchón, asemejando un paisaje desértico con una estación de tren, la pequeña población que da nombre a la película, un observatorio y un restaurante. Para las escenas de interior se utilizaron algunas salas del Parador de Chinchón, los teatros municipales de Chinchón y de Colmenar de Oreja, el Club de Golf de Aranjuez y los hangares del aeródromo de Valdelaguna. El proceso de postproducción incluyó al editor Barney Pilling y al compositor Alexandre Desplat en su sexta colaboración con Anderson. El título oficial se reveló en octubre de 2021.
Asteroid City tuvo su estreno mundial en el 76.º Festival de Cine de Cannes el 23 de mayo de 2023, donde compitió por la Palma de Oro. Fue estrenada en los Estados Unidos a través de un estreno limitado en cines el 16 de junio de 2023, antes de expandirse a un estreno amplio el 23 de junio de 2023 por Focus Features. La película recibió reseñas positivas de los críticos.[cita requerida]

## Argumento
En 1955, colegiales y padres de todo el país se reúnen para un concurso escolar, un campamento de verano dedicado a la observación de fenómenos astronómicos (Junior Stargazer Convention) que se lleva a cabo en una ciudad ficticia del desierto estadounidense llamada Asteroid City.
El director Wes Anderson nos deleita con su característico estilo visual, presentando escenas meticulosamente diseñadas y personajes excéntricos. A través de su narrativa encantadora y con un toque nostálgico, nos invita a reflexionar sobre la infancia, la curiosidad y la importancia de los vínculos humanos.

## Reparto
- Jason Schwartzman como Augie Steenbeck/Jones Hall
- Scarlett Johansson como Midge Campbell/Mercedes Ford
- Jake Ryan como Woodrow Steenbeck/actor suplente
- Grace Edwards como Dinah
- Maya Hawke como June Douglas
- Rupert Friend como Montana
- Tilda Swinton como Dra. Hickenlooper
- Tom Hanks como Stanley Zak
- Steve Carell como gerente del motel
- Edward Norton como Conrad Earp
- Jeffrey Wright como General Grif Gibson
- Liev Schreiber como J.J. Kellogg
- Stephen Park como Roger Cho
- Hope Davis como Sandy Borden
- Adrien Brody como Schubert Green
- Sophia Lillis como Shelly
- Hong Chau como Polly Green
- Willem Dafoe como Saltzburg Keitel
- Ethan Josh Lee como Ricky Cho
- Aristou Meehan como Clifford Kellogg
- Bryan Cranston como el presentador del show
- Matt Dillon como Hank
- Margot Robbie como la Sra. Steenbeck-Zak/actriz de televisión
- Tony Revolori como ayudante de campo
- Jeff Goldblum como el alien
- Kim Keukeleire como el titiritero
- Fisher Stevens como detective 1
- Rita Wilson como la Sra. Weatherford
- Jarvis Cocker como un vaquero
- Bob Balaban como un ejecutivo de Larkins
- Seu Jorge como un vaquero

## Producción
En septiembre de 2020, se informó que Wes Anderson escribiría, dirigiría y produciría una película romántica. En febrero de 2021, Michael Cera y Jeff Goldblum mantuvieron negociaciones para protagonizarla. En junio de 2021, Tilda Swinton era la primera persona confirmada en el reparto, con Bill Murray, Adrien Brody y Tom Hanks uniéndose en julio. El siguiente agosto, Margot Robbie, Rupert Friend, Jason Schwartzman y Scarlett Johansson se anunciaron como parte del reparto coral. Bryan Cranston, Hope Davis, Jeffrey Wright y Liev Schreiber se sumaron a la lista del reparto oficial a finales de agosto. En septiembre trascendió que Tony Revolori y Matt Dillon también formaban parte del reparto principal. En 2022 se hizo público que Bill Murray no había podido participar por haber contraído covid al comienzo del rodaje y que le había acabado sustituyendo Steve Carell.
El rodaje inicialmente se planteó en Roma, pero empezó en España en agosto de 2021, y concluyó a finales de octubre. Varios dioramas se construyeron en Chinchón, Madrid, asemejando un paisaje de desierto y una estación de tren.
En una entrevista publicada en Vulture, Fisher Stevens afirmó que la película tenía «el reparto más loco desde El puente sobre el río Kwai», añadiendo que «estábamos todos enclaustrados en un hotel, que era un antiguo monasterio».
En noviembre de 2021, se anunció que Alexandre Desplat sería el compositor de la banda sonora, en su sexta colaboración con Anderson.
En julio de 2022 se anunció el reparto oficial, coincidente con el elenco que se venía conociendo, con la destacable ausencia de Bill Murray, cuyas escenas no pudieron llegar a rodarse por haber contraído COVID, según se explicó en la rueda de prensa.
En diciembre de 2022 se anunció un estreno limitado a ciertas salas en Estados Unidos para el 16 de junio de 2023, y un estreno mundial una semana después, el 23 de junio de 2023, lo que algunos medios interpretaron como señal de una presentación en Cannes.

## Estreno
Asteroid City se estrenó en el 76.º Festival de Cine de Cannes el 23 de mayo de 2023. Fue programada para un estreno limitado en los Estados Unidos el 16 de junio de 2023, antes de expandirse a un estreno amplio el 23 de junio de 2023.

## Recepción

### Crítica
Asteroid City recibió reseñas generalmente positivas de parte de la crítica y de la audiencia. En el sitio web agregador de reseñas Rotten Tomatoes, la película posee una aprobación de 75 %, basada en 346 reseñas, con una calificación de 7,0/10 y un consenso crítico que dice: "Es poco probable que Asteroid City le gane a Wes Anderson muchos nuevos conversos, pero aquellos que respondan a su estilo característico encontrarán en este un regreso a una forma inmaculadamente arreglada». De parte de la audiencia tiene una aprobación de 52 %, basada en más de 2500 votos, con una calificación de 3,0/5.
El sitio web Metacritic le dio a la película una puntuación de 75 de 100, basada en sesenta reseñas, indicando «reseñas generalmente favorables». Las audiencias encuestadas por CinemaScore le otorgaron a la película una «B» en una escala de A+ a F, mientras que en el sitio IMDb los usuarios le asignaron una calificación de 6,6/10, sobre la base de más de 91 000 votos. En la página web FilmAffinity la película tiene una calificación de 5,8/10, basada en 5904 votos.

### Premios y nominaciones
| Premio                                                           | Categoría                                                          | Nominado                      | Resultado   | Ref.   |
| ---------------------------------------------------------------- | ------------------------------------------------------------------ | ----------------------------- | ----------- | ------ |
| Astra Film Awards                                                | Mejor diseño de producción                                         | Adam Stockhausen              | Nominado    | [ 33 ] |
| Premios de la Asociación de Críticos de Cine de Boston           | Mejor reparto                                                      | Asteroid City                 | Subcampeona | [ 34 ] |
| Premios de la Asociación de Críticos de Cine de Boston           | Mejor fotografía                                                   | Robert D. Yeoman              | Subcampeón  | [ 34 ] |
| Festival de Cannes                                               | Palma de Oro                                                       | Wes Anderson                  | Nominado    | [ 35 ] |
| Premios de la Asociación de Críticos de Cine de Chicago          | Mejor dirección de arte/diseño de producción                       | Adam Stockhausen              | Nominado    | [ 36 ] |
| Premios de la Asociación de Críticos de Cine de Chicago          | Mejor fotografía                                                   | Robert D. Yeoman              | Nominado    | [ 36 ] |
| Premios de la Asociación de Críticos de Cine de Chicago          | Mejor diseño de vestuario                                          | Milena Canonero               | Nominada    | [ 36 ] |
| Premios de la Crítica Cinematográfica                            | Mejor diseño de producción                                         | Adam Stockhausen              | Nominado    | [ 37 ] |
| Florida Film Critics Circle                                      | Mejor reparto                                                      | Asteroid City                 | Nominada    | [ 38 ] |
| Florida Film Critics Circle                                      | Mejor director                                                     | Wes Anderson                  | Nominado    | [ 38 ] |
| Florida Film Critics Circle                                      | Mejor guion original                                               | Wes Anderson                  | Nominado    | [ 38 ] |
| Florida Film Critics Circle                                      | Mejor dirección de arte/diseño de producción                       | Adam Stockhausen              | Nominado    | [ 38 ] |
| Hollywood Critics Association Midseason Film Awards              | Mejor película                                                     | Asteroid City                 | Nominada    | [ 39 ] |
| Hollywood Critics Association Midseason Film Awards              | Mejor actriz de reparto                                            | Scarlett Johansson            | Nominada    | [ 39 ] |
| Hollywood Critics Association Midseason Film Awards              | Mejor guion                                                        | Wes Anderson                  | Nominado    | [ 39 ] |
| Premios de Música de Hollywood de Medios de Comunicación         | Mejor banda sonora original - película de ciencia ficción/fantasía | Alexandre Desplat             | Nominado    | [ 40 ] |
| Indiana Film Journalists Association                             | Mejor película                                                     | Asteroid City                 | Nominada    | [ 41 ] |
| Indiana Film Journalists Association                             | Mejor guion original                                               | Wes Anderson & Roman Coppola  | Nominados   | [ 41 ] |
| Indiana Film Journalists Association                             | Mejor reparto                                                      | Asteroid City                 | Nominada    | [ 41 ] |
| Indiana Film Journalists Association                             | Mejor fotografía                                                   | Robert D. Yeoman              | Nominado    | [ 41 ] |
| Indiana Film Journalists Association                             | Mejor banda sonora                                                 | Alexandre Desplat             | Nominado    | [ 41 ] |
| Las Vegas Film Critics Society Awards                            | Mejor dirección de arte                                            | Adam Stockhausen              | Nominado    | [ 42 ] |
| Las Vegas Film Critics Society Awards                            | Joven en el Cine - Masculino                                       | Jake Ryan                     | Nominado    | [ 42 ] |
| Manaki Brothers Film Festival                                    | Golden Camera 300                                                  | Robert D. Yeoman              | Nominado    | [ 43 ] |
| North Texas Film Critics Association                             | Premio Gary Murray al Mejor reparto                                | Asteroid City                 | Nominada    | [ 44 ] |
| North Texas Film Critics Association                             | Mejor fotografía                                                   | Robert D. Yeoman              | Nominado    | [ 44 ] |
| Phoenix Critics Circle                                           | Mejor película de comedia                                          | Asteroid City                 | Nominada    |        |
| Phoenix Critics Circle                                           | Mejor película de ciencia ficción                                  | Asteroid City                 | Nominada    |        |
| Premios de la Asociación de Críticos de Cine de San Luis         | Mejor reparto                                                      | Asteroid City                 | Nominada    | [ 45 ] |
| Premios de la Asociación de Críticos de Cine de San Luis         | Mejor fotografía                                                   | Robert D. Yeoman              | Subcampeón  | [ 45 ] |
| Premios de la Asociación de Críticos de Cine de San Luis         | Mejor dirección de arte/diseño de producción                       | Adam Stockhausen              | Nominado    | [ 45 ] |
| Premios de la Asociación de Críticos de Cine de Washington D. C. | Mejor diseño de producción                                         | Adam Stockhausen & Kris Moran | Nominados   | [ 46 ] |